# Força Internacional para Timor-Leste

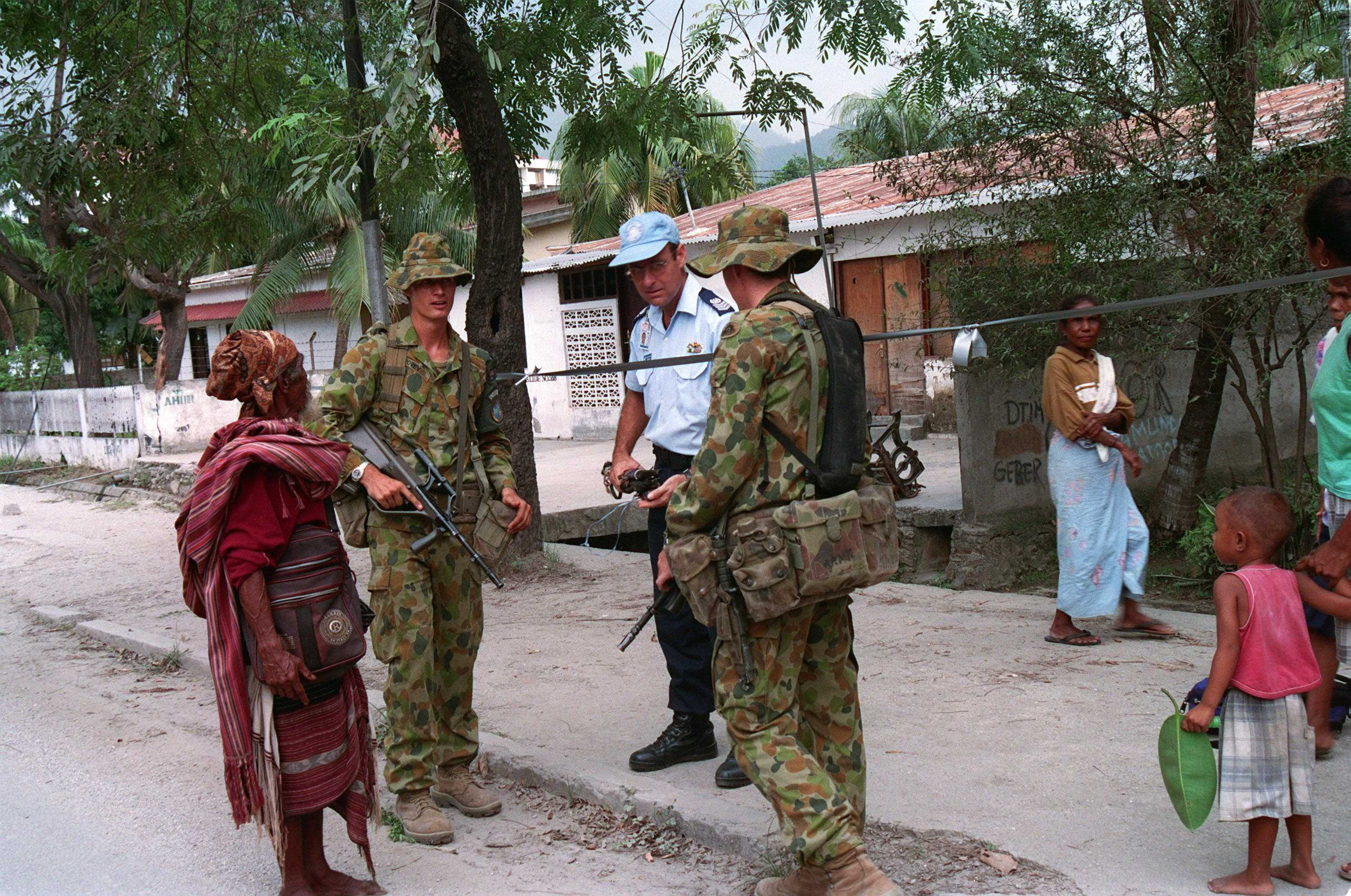
Membros australianos da INTERFET, conversando com um cidadão em Dili em fevereiro de 2000.

A Força Internacional para o Timor-Leste (INTERFET) foi uma força-tarefa multinacional de manutenção da paz das Nações Unidas, organizada e dirigida pela Austrália, em conformidade com as resoluções das Nações Unidas para enfrentar a crise humanitária e de segurança que ocorreu em Timor-Leste entre 1999 e 2000 até a chegada das forças de paz da ONU.  A INTERFET foi comandada por um australiano, o Major General Peter Cosgrove.